# Manolo Fortich, Bukidnon
Manolo Fortich là một đô thị hạng 1 ở tỉnh Bukidnon, Philippines. Theo điều tra dân số năm 2000, đô thị này có dân số 74.252 người trong 13,950 hộ.

## Các đơn vị hành chính
Manolo Fortich được chia thành 22 barangay.
| - Agusan Canyon - Alae - Dahilayan - Dalirig - Damilag - Diclum - Guilang-guilang - Kalugmanan - Lindaban - Lingion - Lunocan | - Maluko - Mambatangan - Mampayag - Minsuro - Mantibugao - Tankulan (Pob.) - San Miguel - Sankanan - Santiago - Santo Niño - Ticala |